# Mlanjella similis
Mlanjella similis är en insektsart som beskrevs av Synave 1959. Mlanjella similis ingår i släktet Mlanjella och familjen vedstritar. Inga underarter finns listade i Catalogue of Life.